# Semimodularer Verband

Der mit einem Mittelpunkt versehene Hexagonverband S_{7}, auch als D_{2} bekannt, ist semimodular aber nicht modular.

Dieser Artikel behandelt Verallgemeinerungen der Modularität, die mit Hilfe der Bedeckungsrelation definiert sind. Für M-Symmetrie, die Verallgemeinerung der Modularität mittels modularer Paare, siehe modularer Verband.
In der Ordnungstheorie versteht man unter einem semimodularen Verband einen Verband, der die folgende Bedingung erfüllt:
Semimodulares Gesetz{\displaystyle a\sqcap b\lessdot a} impliziert {\displaystyle b\lessdot a\sqcup b}.
Die Notation {\displaystyle a\lessdot b} bedeutet, dass das Element {\displaystyle b} das Element {\displaystyle a} bedeckt, d. h. {\displaystyle a<b} und für alle Elemente {\displaystyle c} mit {\displaystyle a\leq c\leq b} gilt {\displaystyle c=a} oder {\displaystyle c=b}.
Ein atomarer (und daher algebraischer) semimodularer beschränkter Verband heißt Matroidverband, weil solche Verbände zu (einfachen) Matroiden äquivalent sind. Ein atomistischer semimodularer beschränkter Verband von endlicher Länge heißt geometrischer Verband und entspricht einem Matroid von endlichem Rang. (Diese Definitionen folgen Stern (1999). Einige Autoren benutzen den Ausdruck "geometrischer Verband" für die allgemeineren Matroidverbände. Aber die meisten Autoren betrachten nur den endlichen Fall, in welchem beide Definitionen zu "semimodular und atomistisch" äquivalent sind.)
Ein endlicher Verband ist genau dann modular, wenn sowohl er selbst als auch der duale Verband semimodular ist. (Semimodulare Verbände werden im Englischen auch als upper semimodular bezeichnet; der duale Begriff heißt dann lower semimodular.)
Ein endlicher Verband, oder allgemeiner ein Verband der die aufsteigende Kettenbedingung oder die absteigende Kettenbedingung erfüllt, ist genau dann semimodular, wenn er M-symmetrisch ist. Einige Autoren bezeichnen M-symmetrische Verbände als semimodulare Verbände. (Z.B. Fofanova (2001).)
In jedem (nach oben oder nach unten) semimodularen Verband gilt der dedekindsche Kettensatz.

## Birkhoffs Bedingung
Ein Verband wird manchmal schwach semimodular genannt, falls er die folgende auf Garrett Birkhoff zurückgehende Bedingung erfüllt:
Birkhoffs BedingungFalls {\displaystyle a\sqcap b\lessdot a} und {\displaystyle a\sqcap b\lessdot b} ist, ist {\displaystyle a\lessdot a\sqcup b} und {\displaystyle b\lessdot a\sqcup b}.
Jeder semimodulare Verband ist schwach semimodular. Die Umkehrung gilt für Verbände von endlicher Länge, und allgemeiner für oben stetige relativ atomare Verbände.

## Mac Lanes Bedingung
Die beiden folgenden Bedingungen sind für alle Verbände äquivalent. Sie wurden von Saunders Mac Lane gefunden, als er eine Bedingung suchte, die für endliche Verbände zu Semimodularität äquivalent ist aber nicht die Bedeckungsrelation benutzt.
Mac Lanes Bedingung 1Für alle {\displaystyle a,b,c} mit {\displaystyle b\sqcap c<a<c<b\sqcup a} gibt es ein Element {\displaystyle d\leq b} so, dass {\displaystyle b\sqcap c<d} und {\displaystyle a=(a\sqcup d)\sqcap c}.
Mac Lanes Bedingung 2Für alle {\displaystyle a,b,c} mit {\displaystyle b\sqcap c<a<c<b\sqcup c} gibt es ein Element {\displaystyle d\leq b} so, dass {\displaystyle b\sqcap c<d} und {\displaystyle a=(a\sqcup d)\sqcap c}.
Jeder Verband, der Mac Lanes Bedingung(en) erfüllt, ist semimodular. Die Umkehrung gilt für Verbände von endlicher Länge, und allgemeiner für relativ atomare Verbände. Darüber hinaus ist jeder oben stetige Verband, der Mac Lanes Bedingungen erfüllt M-symmetrisch.